# روبرت جاي سامبسون
روبرت جاي سامبسون (بالإنجليزية: Robert J. Sampson)‏ هو أستاذ جامعي أمريكي، ولد في 9 يوليو 1956 في نيويورك في الولايات المتحدة.